# کمربند سبز افتخار
کمربند سبز افتخار (به روسی: Зелёный пояс Славы) یا کمربند سبز افتخار لنینگراد مجموعه‌ای از بناهای یادبود است که در خطوط مقدم نبرد برای لنینگراد، طی سال‌های ۱۹۴۱ تا ۱۹۴۴ در جریان جنگ بزرگ میهنی ساخته شده‌اند. این بناها در دهه‌های ۱۹۶۰ تا ۱۹۸۰ به‌منظور گرامیداشت ایستادگی لنینگراد، ساکنان این شهر و مدافعان قهرمان آن در دوران تقریباً ۹۰۰ روزهٔ محاصره لنینگراد ایجاد شدند.
یکی از بنیان‌گذاران ایدهٔ ایجاد «کمربند سبز افتخار» به‌عنوان مجموعه‌ای یادمانی، شاعر میخائیل دودین بود.
در ۲۳ فوریه ۱۹۶۵، مقاله‌ای از این شاعر، که خود از کهنه‌سربازان جنگ و شرکت‌کننده در دفاع از لنینگراد بود، در روزنامه «سمنه» منتشر شد. او به نمایندگی از جانب کهنه‌سربازان نوشت:
- «بگذارید در جای حلقهٔ محاصره، حلقه‌ای سبز از صلح به دور لنینگراد پدید آید و با صدای سبزش برای همیشه مرزهای شجاعت ما را نمایان سازد… بگذارید هر لنینگرادی، جوان یا پیر، با افتخار و مسئولیت در این مرز مرگ‌آور، درختی برای زندگی و یادبود ابدی بکارد—این وظیفهٔ ماست.» *[۲]

لزوم ساخت یادبودهایی برای مدافعان لنینگراد در مقالات نویسندگان، هنرمندان، فرماندهان ارتش و دیگر چهره‌های برجستهٔ شهر مطرح شد و از سوی تحریریه‌های روزنامه‌های لنینگراد حمایت عمومی یافت.
این پیشنهاد حمایت عمومی گسترده‌ای را به‌دست‌آورد. مسئولیت سازماندهی و اجرای ساخت «کمربند سبز افتخار» را سازمان‌های حزبی و اتحادیه جوانان کمونیست اتحاد جماهیر شوروی، همراه با نهادهای مدیریت شهری، بر عهده گرفتند.